# Bernardines réformées
Les bernardines réformées constituent une congrégation religieuse féminine d'inspiration cistercienne.

## Histoire

### Fondation
Louise de Ballon, dès son enfance, est attirée par la vie religieuse ; elle entre à sept ans à l'abbaye Sainte-Catherine du Mont, située dans le Semnoz au-dessus d'Annecy. Le 4 mars 1607, âgée de moins de seize ans, Louise prononce ses premiers vœux. Elle prend pour nom de religion Thérèse. Touchée par la remarque d'une cousine religieuse paraphrasant pour elle la parabole du figuier stérile, elle acquiert peu à peu un désir de réforme, qu'elle partage à quelques compagnes, ainsi qu'à son cousin et directeur spirituel François de Sales à partir de 1606. Un des points les plus importants que les réformatrices souhaitent mettre en œuvre est le retour à une stricte clôture, à l'opposé du système mondain prévalant alors. Effrayées par ces changements menaçant leurs habitudes, les sœurs de Sainte-Catherine non disposées à se réformer résistent. De guerre lasse, après quinze années de tractations (1607-1622), Louise s'établit à Rumilly,.

### Essaimage et conflits
La réforme connaît un succès immédiat, et de nombreux monastères sont fondés ou réformés. Dès 1628, cinq couvents sollicitent du pape Urbain VIII la reconnaissance d'une nouvelle congrégation. En tout, durant le XVIIe siècle, une trentaine de maisons sont fondées, principalement dans la vallée du Rhône et la Provence.
En 1623, trois religieuses de l'abbaye des Ayes, à Crolles, Claude de Buissonrond, Louise de Paquier et Louise de Ponsonas, désirent également se réformer et fonder un monastère à Grenoble plutôt que dans le Grésivaudan. Sur la recommandation de l'abbé de Tamié, elles sont admises à Rumilly où elles se forment durant près de deux ans. Le 24 novembre 1624, elles fondent l'abbaye Sainte-Cécile, dont Louise de Ponsonas devient la première abbesse, malgré le peu d'entrain de Pierre Scarron, évêque de Grenoble.
La forte personnalité de l'abbesse de Grenoble la fait s'opposer à Louise de Ballon, en particulier sur la rédaction des Constitutions de la nouvelle congrégation, que Louise de Ponsonas réécrit en 1631 tout en modifiant à son avantage l’histoire de la réforme. En ce qui concerne les nombreuses fondations, une partie notable de celles-ci s'effectuant en France, elle peut arguer de sa nationalité, face à Louise de Ballon qui est savoyarde, donc étrangère.
L'erreur à propos de la fondatrice des Bernardines réformées subsiste au moins jusqu'au début du XXe siècle. Alors que Rumilly se range sous la houlette de Ponsonas sa fille de La Roche-sur-Foron restée fidèle à Louise de Ballon est à l’origine des couvents de Toulon en 1637, Annecy en 1639, Cuers en 1640 et plus tard de Fréjus.

### De la Révolution française à nos jours
À la Révolution française, tous les couvents de la congrégation sont fermés, dès 1791 pour ceux se trouvant en France, entre 1792 et 1796 pour ceux situés en Savoie. En 1815 les sœurs du couvent de Seyssel refondent cependant à Belley un monastère qui fonctionne jusqu'en 1947. Fermé à cette date.
Seul celui de Collombey, situé dans le canton du Valais, survit aujourd'hui aux troubles révolutionnaires. Ce monastère fondé dans un premier temps à Saint-Maurice en 1626 a transité par Monthey de 1634 à 1647. De 1643 à 1647 la construction définitive du monastère est effectuée à Collombey et celui-ci est resté en fonction depuis cette dernière date. En 1935, à la demande de l'évêque de Sion, Collombey installe une communauté dans le couvent de Géronde à Sierre. Au début du XXIe siècle ces deux couvents suisses sont les seuls subsistants de l'ordre.

## Spiritualité
Outre les références directement cisterciennes, en particulier à Bernard de Clairvaux, sa fondatrice Louise de Ballon est influencée par son cousin François de Sales et Jeanne de Chantal ; elle est également proche de la spiritualité oratorienne. Après la mort de son cousin et directeur spirituel en 1622, elle choisit comme nouveau directeur un antonin, Jean Palerne.
La Règle et les constitutions des Bernardines de la divine Providence est dressée premièrement en Savoye et en Dauphiné en 1628 par une bulle du pape Urbain VIII. Celle-ci n'est publiée qu'en 1631 à Grenoble par P. Verdier après interventions et retouches dues à Louise de Ponsonas. Outre le rétablissement de la stricte clôture le point important est le détachement des monastères réformés de la tutelle de l'ordre cistercien, jugé inefficace dans son combat contre la corruption, pour les placer sous la juridiction directe des évêques en s'appuyant sur le concile de Trente qui recommande l'installation des communautés monastiques dans les villes sous contrôle épiscopal. Le pape approuve ce choix et fait pression sur l'ordre cistercien pour qu'il renonce à son emprise directe sur les religieuses. Les autres points de la réforme concernent la communauté de biens, le silence et l'oraison.